# Contea di Tyrrell
La contea di Tyrrell in inglese Tyrrell County è una contea dello Stato della Carolina del Nord, negli Stati Uniti. La popolazione al censimento del 2000 era di 4 149 abitanti. Il capoluogo di contea è Columbia.